# Мађарска на Зимским олимпијским играма 1960.
Мађарска је учествовала на Зимским олимпијским играма које су одржане 1960. године у Скво Валију, Калифорнија, САД. Ово је било осмо учешће мађарских спортиста на зимским олимпијадама. Мађарски спортисти на овој олимпијади нису освојили ниједну олимпијску медаљу и ни један олимпијски поен.
На свечаном отварању игара заставу Мађарске је носио Јанош Барта, мађарски олимпијски званичник. На ову смотру Мађарска је послала 3 такмичара (два мушка такмичара и једна женска такмичарка) који су се такмичили у два спорта и четири спортске дисциплине.

## Резултати по спортовима
У табели је приказан успех мађарских спортиста на олимпијади. У загради иза назива спорта је број учесника
Са појачаним бројевима је означен најбољи резултат.
Принцип рачунања олимпијских поена: 1. место – 7 поена, 2. место – 5 поена, 3. место – 4 поена, 4. место – 3 поена, 5. место – 2 поена, 6. место – 1 поен.

| Спортска дисциплина   | Освојено место | Освојено место | Освојено место | Освојено место | Освојено место | Освојено место | Олимпијски поени | Такмичари | Такмичари | Такмичари |
| Спортска дисциплина   |                |                |                | 4.             | 5.             | 6.             | Олимпијски поени | Мушки     | Женске    | Укупно    |
| Нордијско скијање (3) | 0              | 0              | 0              | 0              | 0              | 0              | 0                | 2         | 1         | 3         |
| Биатлон, мушки (1)    | 0              | 0              | 0              | 0              | 0              | 0              | 0                | 1         | 0         | 1         |
|                       |                |                |                |                |                |                |                  |           |           |           |
| Укупно                | 0              | 0              | 0              | 0              | 0              | 0              | 0                | 2         | 1         | 3         |

### Скијашко трчање
Жене
| Дисциплина              | Скијаш         | Резултат | Позиција |
| ----------------------- | -------------- | -------- | -------- |
| Крос кантри 10 km, жене | Магдолна Барта | 47:23,2  | 23.      |

Мушки
| Дисциплина               | Скијаш      | Резултат          | Позиција |
| ------------------------ | ----------- | ----------------- | -------- |
| Крос кантри 15 km, мушки | Пал Шајго   | 57:02,9           | 34.      |
| Скијашки скокови, мушки  | Тамаш Шудар | 165,8 (73,5–64,0) | 41.      |

## Биатлон
Мушки
| Дисциплина           | Скијаш    | Резултат  | Позиција |
| -------------------- | --------- | --------- | -------- |
| Биатлон 20 км, мушки | Пал Шајго | 2.02:27,3 | 26.      |